# Patrick Gordon Walker
Patrick Chrestien Gordon Walker, baron Gordon-Walker (ur. 7 kwietnia 1907 w Worthing, zm. 2 grudnia 1980 w Londynie) – brytyjski polityk, członek Partii Pracy, minister w rządach Clementa Attleego i Harolda Wilsona.

## Życiorys
Był synem Alana Lachlana Gordona Walkera, szkockiego sędziego i urzędnika Indyjskiej Służby Cywilnej. Wykształcenie odebrał w Wellington College oraz w Christ Church na Uniwersytecie Oksfordzkim. Po ukończeniu studiów pozostał na uczelni, gdzie do 1941 r. wykładał historię. W latach 1940–1944 pracował dla europejskiego serwisu BBC. W 1945 r. został asystentem dyrektora serwisu niemieckiego BBC. W latach 1946–1948 był przewodniczącym Brytyjskiego Instytutu Filmowego.
W 1935 r. podjął pierwszą nieudaną próbę uzyskania mandatu parlamentarnego, startując w wyborach w okręgu Oxford. Nie wystartował w wyborach powszechnych 1945 r., ale później w tym samym roku uzyskał mandat deputowanego, wygrywając wybory uzupełniające w okręgu Smethwick. W 1946 r. został parlamentarnym prywatnym sekretarzem przewodniczącego Izby Gmin Herberta Morrisona. W latach 1947–1950 był parlamentarnym podsekretarzem stanu w ministerstwie ds. Wspólnoty Narodów. W latach 1950–1951 był członkiem gabinetu jako minister ds. Wspólnoty Narodów.
Przed wyborami 1964 r. typowano Walkera na stanowisko ministra spraw zagranicznych (od 1963 r. pełnił już analogiczną funkcję w gabinecie cieni), jednak Walker przegrał wybory parlamentarne w swoim okręgu. Konserwatywny kontrkandydat Walkera, Peter Griffiths, oparł swoją kampanię na krytyce licznej imigracji z innych krajów Wspólnoty Narodów, która osiedliła się w Smethwick po II wojnie światowej. Zwolennicy Griffithsa podobno wymyślili nawet hasło „Jeśli chcesz mieć czarnucha za sąsiada - głosuj na liberałów lub laburzystów” (If you want a nigger for a neighbour, vote Liberal or Labour).
Mimo porażki w wyborach premier Wilson powierzył Walkerowi tekę ministra spraw zagranicznych. W 1965 r. minister wystartował w wyborach uzupełniających w okręgu Leyton, ale przegrał ponownie i musiał zrezygnować ze stanowiska ministra. Do Izby Gmin powrócił w 1966 r., wygrywając wybory w okręgu Leyton. W 1967 r. powrócił do gabinetu jako minister bez teki. W latach 1967–1968 był ministrem edukacji i nauki. W 1968 r. odszedł z gabinetu i został odznaczony Orderem Kawalerów Honorowych.
W Izbie Gmin Walker zasiadał do 1974 r. 4 lipca tego roku został kreowany parem dożywotnim jako baron Gordon-Walker i zasiadł w Izbie Lordów. W latach 1975–1976 był posłem do Parlamentu Europejskiego.